# Peter Schlemihls wundersame Geschichte

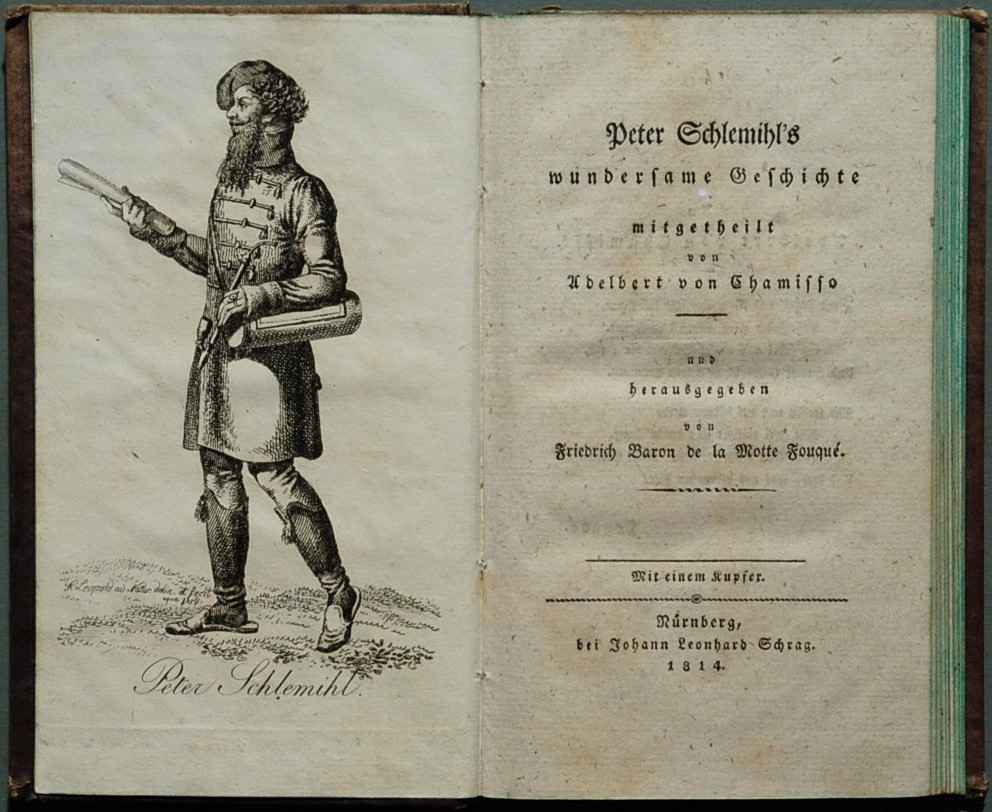
Gestochenes Frontispiz und Titelblatt des Erstdruckes von 1814

Peter Schlemihls wundersame Geschichte ist ein Kunstmärchen des Dichters und Naturforschers Adelbert von Chamisso (1781–1838), verfasst im Sommer des Jahres 1813. Es ist die Geschichte eines Mannes, der seinen Schatten verkauft.

## Entstehung

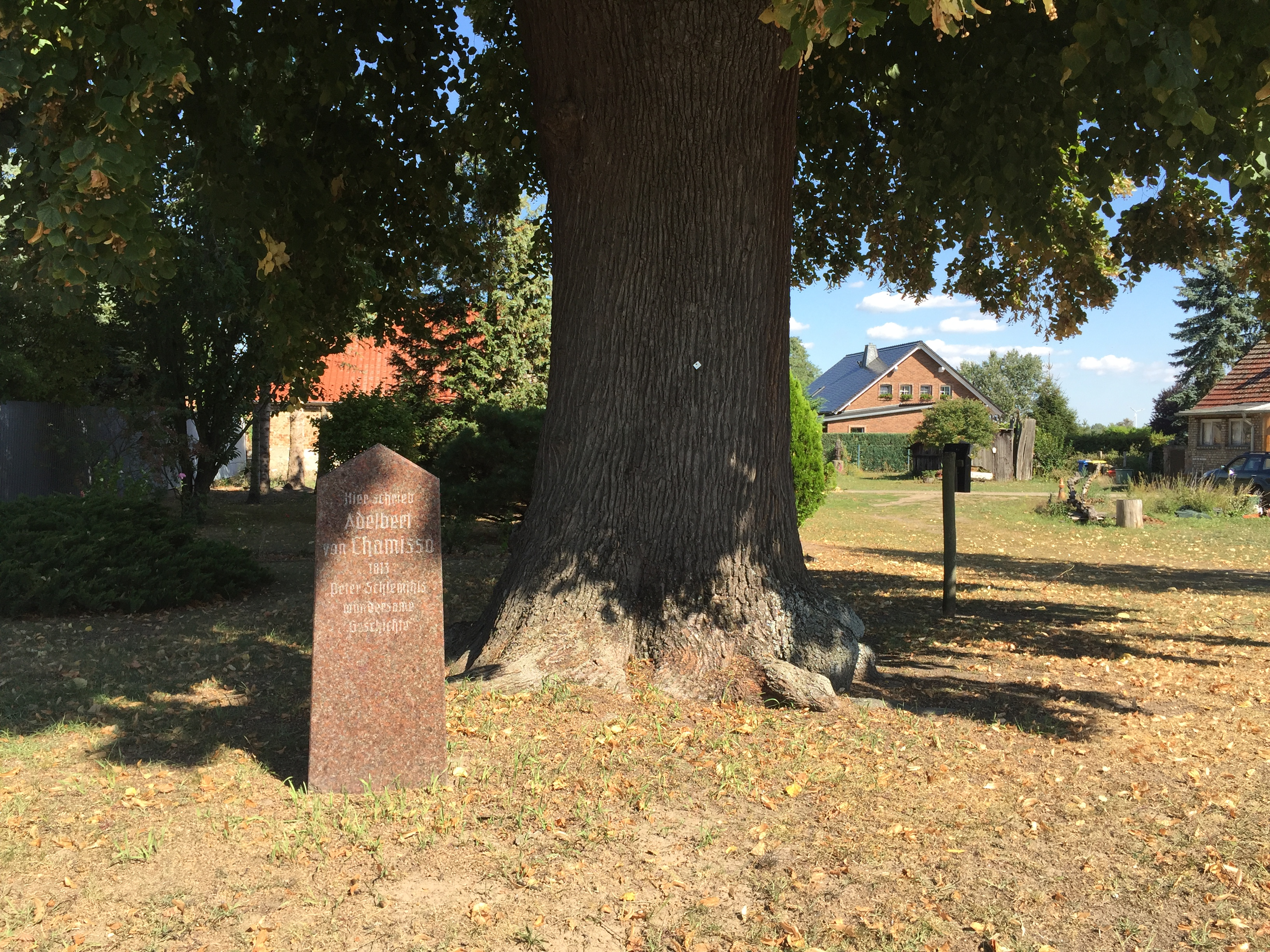
Gedenkstein an der Stelle im Schlosspark Kunersdorf, an der die Erzählung entstand.

Zur Entstehung der Erzählung berichtet Chamisso selbst:

„Die Weltereignisse im Jahre 1813, an denen ich nicht tätigen Anteil nehmen durfte – ich hatte ja kein Vaterland mehr, oder noch kein Vaterland, – zerrissen mich wiederholt vielfältig, ohne mich von meiner Bahn abzulenken. Ich schrieb in diesem Sommer, um mich zu zerstreuen und die Kinder eines Freundes zu ergötzen, das Märchen Peter Schlemihl, das in Deutschland günstig aufgenommen und in England volkstümlich geworden ist.“

Die „Weltereignisse“, auf die Chamisso anspielte, waren die Befreiungskriege gegen Napoleon, an denen er als in Preußen lebender gebürtiger Franzose nicht teilnehmen konnte.

## Inhalt
Nach einer anstrengenden Seereise lernt Peter Schlemihl in Flensburg den reichen Kaufmann Thomas John kennen, in dessen Garten er einem eigenartigen Herrn im grauen Mantel begegnet. Dieser bietet ihm, im Tausch gegen seinen Schatten, einen Säckel voller Gold, der nie versiegt. Schlemihl willigt in den Handel ein.
Schon bald muss er erkennen, dass dies den Ausschluss aus der menschlichen Gesellschaft bedeutet. Sobald die Menschen merken, dass er keinen Schatten hat, bekommen sie Angst und halten sich von ihm fern oder verspotten ihn. Er reist deshalb über das Gebirge zu einem Badeort und richtet sich dort mit Hilfe seines treuen Dieners Bendel so ein, dass seine Schattenlosigkeit zunächst nicht bemerkt wird.
Schließlich verliebt er sich aber in die schöne Mina, und sein Geheimnis wird von seinem zweiten Diener Rascal verraten. Nur wenn er seinen Schatten zurückbekommt, erklärt ihm Minas Vater, darf er Mina heiraten. Da erscheint der graue Mann erneut. Peter Schlemihl fordert seinen Schatten zurück, als sich ihm die wahre Natur des grauen Mannes offenbart: Er ist der Teufel, freilich ein sehr höflicher, der Interessenausgleich fordert: Der Teufel ist nur dann bereit, Schlemihl den Schatten zurückzugeben, wenn dieser ihm dafür seine Seele überlässt.
Schlemihl versucht, vor ihm zu fliehen, wird aber immer wieder eingeholt. Noch einmal versucht der Teufel, ihn zu überreden, indem er ihm leihweise seinen Schatten zurückgibt und ihm so vor Augen führt, wie viel Ansehen und Prestigegewinn Peter Schlemihl erwerben könnte. Dieser lehnt ab und wirft schließlich das Säckchen, welches er mit seinem Schatten bezahlt hatte, in einen Abgrund. Damit kappt er die letzten Bande zum Teufel. Von seinem letzten Geld kauft er sich ein Paar alte Stiefel, die sich als Siebenmeilenstiefel erweisen. Bis zum Ende der Erzählung lebt er einsam als Naturforscher.

## Illustrationen

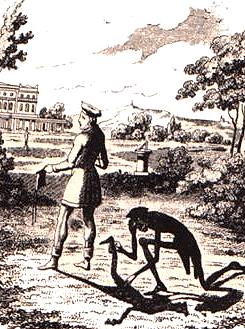
Peter Schlemihls wundersame Geschichte; Radierung von George Cruikshank, 1827

Bereits die Erstausgabe enthielt eine Illustration, einen Kupferstich von Franz Josef Leopold. Das Werk regte zur Schaffung immer neuer Illustrationszyklen an. Unter den Künstlern finden sich bekannte und weniger bekannte Namen wie George Cruikshank, Bernd Grothe, Adolf Hagel, Christa Jahr, Ernst Ludwig Kirchner, Peter Kleinschmidt, Anton Kling, Hans Mau, Adolph von Menzel, Emil Preetorius, Imre Reiner, Werner Ruhner, Adolph Schroedter, Max Schwarzer, Alfred Thon, Hans Thuma, Franziska Walther, Ullrich Wannhoff, Hans Looschen und Hanefi Yeter.

## Nachbildungen, Fortsetzungen, künstlerische Umsetzung
Siehe Hauptartikel: Schlemihl.

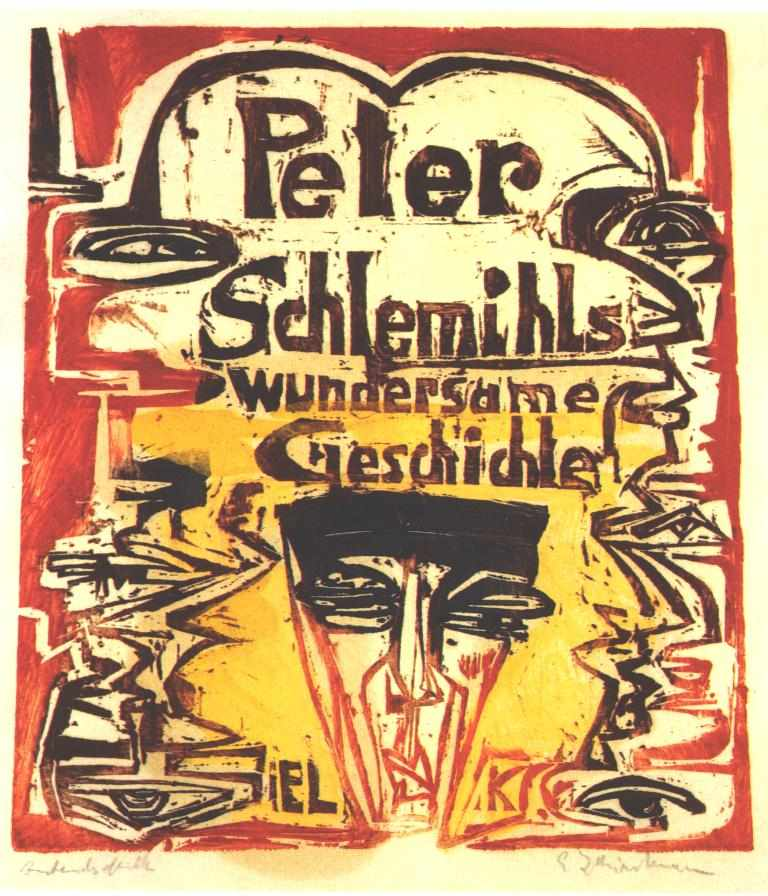
Titelblatt von Ernst Ludwig Kirchner

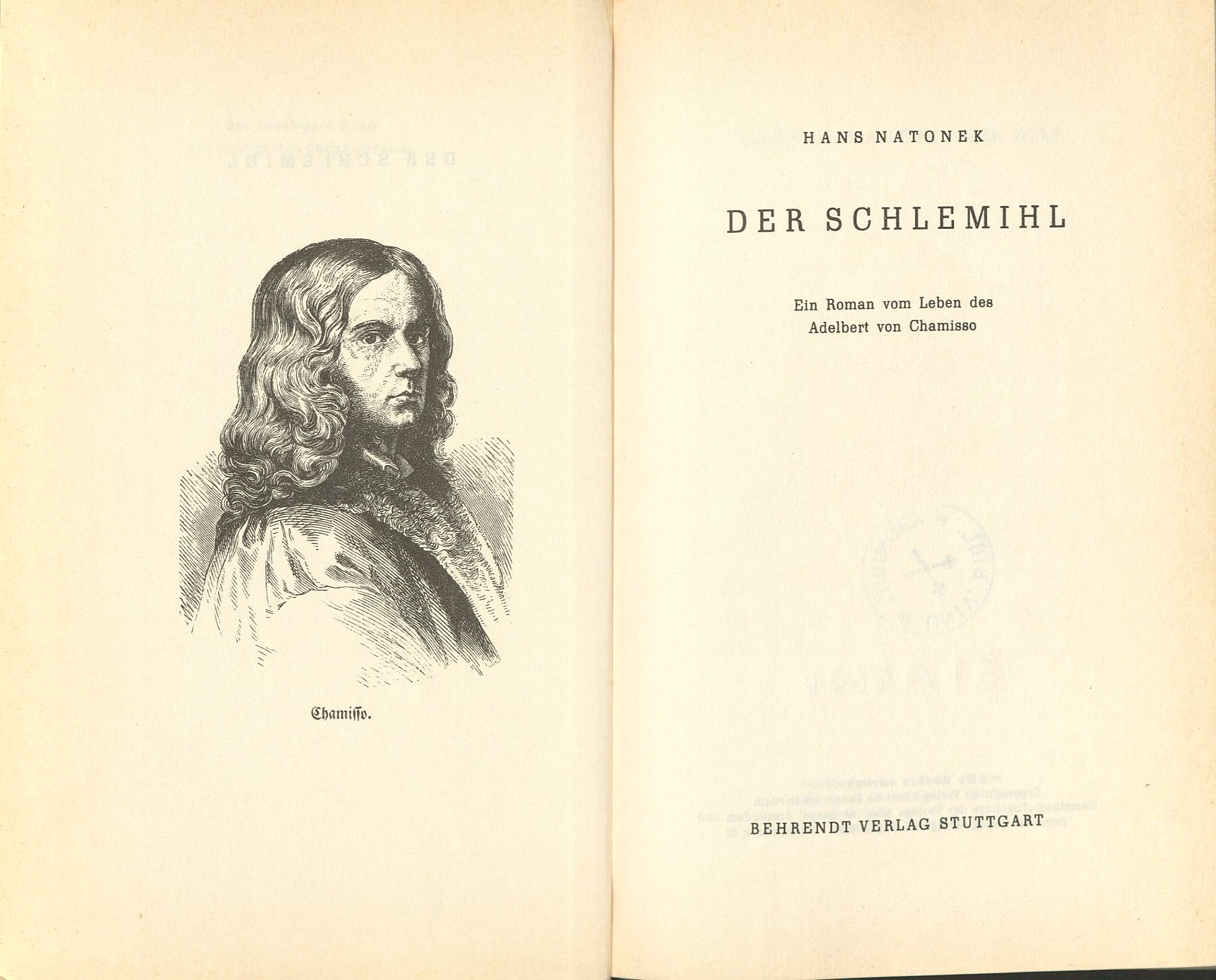
Hans Natonek (1949)

In E. T. A. Hoffmanns Die Abenteuer der Sylvester-Nacht tritt Schlemihl als Nebenfigur auf und verdeutlicht so das Schicksal des Protagonisten in Die Geschichte vom verlorenen Spiegelbild. Letztere diente als Vorlage für Jacques Offenbachs Oper Hoffmanns Erzählungen, in der das Motiv von Schlemihls verlorenem Schatten erneut aufgegriffen und umgedeutet wird. Schlemihl tritt dort als Nebenbuhler des Haupthelden auf.
Zwei Schriftsteller des 19. Jahrhunderts setzen Chamissos Geschichte von Peter Schlemihl fort: Friedrich Christoph Förster 1843 mit Peter Schlemihl’s Heimkehr und Ludwig Bechstein mit Die Manuscripte Peter Schlemihl’s (2 Teile) 1851.
Hans Christian Andersen verarbeitete 1847 das Motiv des verlorenen Schattens in seinem Märchen Der Schatten.
David Kalisch benutzte den Stoff für ein Bühnenstück: Peter Schlemihl. Posse mit Gesang in 1 Aufzug, das im Mai 1850 im Berliner Friedrich-Wilhelmstädtischen Theater uraufgeführt wurde.
August Brunetti-Pisano komponierte eine Oper Peter Schlemihl, die z. B. 1908 im Staatstheater Stuttgart aufgeführt wurde.
Der Künstler Ernst Ludwig Kirchner erstellte 1915 einen mit Titelblatt siebenteiligen Zyklus über dieses Werk, um seiner eigenen Zerrissenheit, in der er Parallelen zu Peter Schlemihl sah, Ausdruck zu verleihen. In Kirchners Augen ist die Geschichte Schlemihls die eines Verfolgungswahnsinnigen, der sich plötzlich seiner unendlichen Kleinheit bewusst wird.
Kurt Blumenfeld schreibt in seinen Erinnerungen Erlebte Judenfrage über die Rolle dieser Figur in der Theorie des Zionismus, am Beispiel des russischen Propagandisten Schmarja Levin:

„Wenn er (sc. Levin) über Peter Schlemihl und seinen Schatten sprach, zweifelte er nicht daran, dass die bekannte Erzählung Chamissos den Juden zum Helden hat, dem sein Schatten und damit das Eigentliche seines Wesens verloren gegangen war. Ihm (sc. Schlemihl) geht es darum, den Schatten wiederzufinden; zur Gegenwart die Vergangenheit hinzuzufügen.“

Blumenfeld teilt das Motiv des Schlemihl als Jude mit seiner geistigen Gesprächspartnerin Hannah Arendt.
Die Folk-Rock-Band Ougenweide vertonte die Geschichte auf ihrem 1976 erschienenen Album Ohrenschmaus.
James Krüss adaptierte die Geschichte mit ausdrücklichem Verweis auf die Vorlage: bei ihm wird allerdings das Lachen verkauft.
Der Schriftsteller Thomas Hettche lässt die Figur des Peter Schlemihl in seinem 2014 erschienenen Roman „Pfaueninsel“ auftauchen. Die Zwergin Marie trifft dort im Jahr 1819, ebenfalls in einem Garten, auf Schlemihl, und dieser erstellt einen Schattenriss von ihr.
In der Kindersendung Sesamstraße heißt in der deutschsprachigen Version ein geheimnisvoller Verkäufer Schlemihl. 
Ludwig Thoma benutzte Peter Schlemihl als Pseudonym beim Simplicissimus.

## Ausgaben
- Friedrich Baron de la Motte Fouqué (Hg.): Peter Schlemihl’s wundersame Geschichte. Mitgeteilt von Adelbert von Chamisso. Mit einem Kupfer als Frontispiz. Johann Leonhard Schrag, Nürnberg 1814. (Digitalisat und Volltext im Deutschen Textarchiv)
- Adelbert von Chamisso: Peter Schlemihls wundersame Reise. Mit Illustrationen von Emil Preetorius. Kurt Wolff Verlag, Leipzig 1908
- Adelbert von Chamisso: Peter Schlemihl’s wundersame Geschichte. In: Deutscher Novellenschatz. Hrsg. von Paul Heyse und Hermann Kurz. Bd. 17. 2. Aufl. Berlin, [1910], S. 1–98. In: Weitin, Thomas (Hrsg.): Volldigitalisiertes Korpus. Der Deutsche Novellenschatz. Darmstadt/Konstanz, 2016. (Digitalisat und Volltext im Deutschen Textarchiv)
- Adelbert von Chamisso: Peter Schlemilhls wundersame Geschichte. Mit Reproduktionen der Kupferstiche von George Cruikshank; Verlag der Nation Berlin, 1981
- Adelbert von Chamisso: Peter Schlemihls wundersame Geschichte. Mit 25 zweifarbigen Illustrationen von Franziska Walther. Kunstanstifter Verlag, Mannheim 2011, ISBN 978-3-942795-00-5[5]
- Adelbert von Chamisso: Peter Schlemihls wundersame Geschichte. Reclam, Stuttgart 2003
- Hörspielfassungen auf CD bei verschiedenen Audio-Verlagen

## Verfilmung
- Peter Schlemihls wundersame Geschichte, Bundesrepublik Deutschland 1967. Fernsehfilm für das ZDF, Regie: Peter Beauvais, mit Götz George als Peter Schlemihl und Rudolf Platte als Der Graue.